# Équipe de Belgique de football en 1968
Maillots
Chronologie
Saison précédente Saison suivante
L'équipe de Belgique de football dispute quatre rencontres amicales de préparation en 1968 avant d'entamer les éliminatoires de la Coupe du monde au Mexique.

## Objectifs
Absente à ce stade depuis l'édition 1954 en Suisse, la Belgique espère bien commencer les éliminatoires de la Coupe du monde pour tenter de se qualifier pour la phase finale, toutefois la tâche s'annonce ardue car la Yougoslavie, finaliste du dernier championnat d'Europe en Italie, et l'Espagne, vainqueur en 1964, sont largement favoris alors que la Finlande, quant à elle, fait office d'oiseau pour le chat.

## Résumé de la saison
Versée dans un groupe relevé en compagnie de l'Espagne, la Yougoslavie et la Finlande, la Belgique parvient à se qualifier pour la Coupe du monde 1970 en déjouant les pronostics. L'équipe est emmenée par les attaquants Johan Devrindt et Odilon Polleunis, auteurs respectivement de six et cinq buts sur les quatorze inscrits par la Belgique durant les qualifications. Durant la phase finale, la Belgique remporte sa première victoire en Coupe du monde face au Salvador (3-0) mais est ensuite battue par l'URSS (1-4) et le Mexique (0-1), deux défaites signifiant son élimination. Les joueurs les plus en vue sont l'attaquant Raoul Lambert et le milieu Wilfried Van Moer, qui inscrivent chacun deux buts durant le tournoi.

## Bilan de l'année
À mi-parcours, et contre toute attente, les Diables Rouges emmènent le classement de leur groupe avec une large avance et sont en bonne position pour se qualifier pour la phase finale de la Coupe du monde 1970.

### Coupe du monde 1970

#### Éliminatoires (Groupe 6)
| Rang | Équipe      | Pts | J | G | N | P | Bp | Bc | Diff |  | Résultats (▼ dom., ► ext.) |     |     |     |     |
| ---- | ----------- | --- | - | - | - | - | -- | -- | ---- |  | -------------------------- | --- | --- | --- | --- |
| 1    | Belgique    | 7   | 4 | 3 | 1 | 0 | 12 | 3  | +9   |  | Belgique                   |     | 3-0 | -   | 6-1 |
| 2    | Yougoslavie | 2   | 3 | 1 | 1 | 1 | 9  | 4  | +5   |  | Yougoslavie                | -   |     | 0-0 | 9-1 |
| 3    | Espagne     | 2   | 2 | 0 | 2 | 0 | 1  | 1  | 0    |  | Espagne                    | 1-1 | -   |     | -   |
| 4    | Finlande    | 0   | 3 | 0 | 0 | 3 | 3  | 17 | -14  |  | Finlande                   | 1-2 | -   | -   |     |

- Sélection qualifiée pour la Coupe du monde 1970

## Les matchs
| Match amical                                                     | Israël                 | 0 - 2   | Belgique                | Stade Bloomfield Tel Aviv, Israël                |                                                  |
| 10 janvier 1968 · 14:30 heure locale · Historique des rencontres |                        | (0 – 2) | Devrindt 11e · Puis 36e | Spectateurs : 14 000 Arbitrage : Rudolf Scheurer | Spectateurs : 14 000 Arbitrage : Rudolf Scheurer |
| 10 janvier 1968 · 14:30 heure locale · Historique des rencontres | Rapport (RBFA) Rapport |         |                         | Spectateurs : 14 000 Arbitrage : Rudolf Scheurer | Spectateurs : 14 000 Arbitrage : Rudolf Scheurer |

| Match amical                                                 | Belgique               | 1 - 3   | Allemagne de l'Ouest                  | Stade du Heysel Laeken, Belgique                 |                                                  |
| 6 mars 1968 · 19:30 heure locale · Historique des rencontres | Devrindt 81e           | (0 – 3) | Volkert (en) 5e 22e · Laumen (en) 25e | Spectateurs : 10 267 Arbitrage : Rudolf Scheurer | Spectateurs : 10 267 Arbitrage : Rudolf Scheurer |
| 6 mars 1968 · 19:30 heure locale · Historique des rencontres | Rapport (RBFA) Rapport |         |                                       | Spectateurs : 10 267 Arbitrage : Rudolf Scheurer | Spectateurs : 10 267 Arbitrage : Rudolf Scheurer |

| Match amical                                                  | Pays-Bas               | 1 - 2   | Belgique                     | Stade olympique Amsterdam, Pays-Bas            |                                                |
| 7 avril 1968 · 14:30 heure locale · Historique des rencontres | Klijnjan 44e           | (1 – 1) | Polleunis 10e · Devrindt 59e | Spectateurs : 34 000 Arbitrage : John Paterson | Spectateurs : 34 000 Arbitrage : John Paterson |
| 7 avril 1968 · 14:30 heure locale · Historique des rencontres | Rapport (RBFA) Rapport |         |                              | Spectateurs : 34 000 Arbitrage : John Paterson | Spectateurs : 34 000 Arbitrage : John Paterson |

| Match amical                                                   | Union soviétique       | 1 - 0   | Belgique | Stade Central Lénine Moscou, Union soviétique       |                                                     |
| 24 avril 1968 · 19:30 heure locale · Historique des rencontres | Szabó 90e              | (0 – 0) |          | Spectateurs : 20 493 Arbitrage : Milivoje Gugulović | Spectateurs : 20 493 Arbitrage : Milivoje Gugulović |
| 24 avril 1968 · 19:30 heure locale · Historique des rencontres | Rapport (RBFA) Rapport |         |          | Spectateurs : 20 493 Arbitrage : Milivoje Gugulović | Spectateurs : 20 493 Arbitrage : Milivoje Gugulović |

| Coupe du monde 1970 Éliminatoires - Groupe 6                  | Finlande               | 1 - 2   | Belgique                     | Stade olympique Helsinki, Finlande                 |                                                    |
| 19 juin 1968 · 19:00 heure locale · Historique des rencontres | Flink (fi) 16e         | (1 – 0) | Devrindt 85e · Polleunis 89e | Spectateurs : 10 578 Arbitrage : Anvar Zverev (hu) | Spectateurs : 10 578 Arbitrage : Anvar Zverev (hu) |
| 19 juin 1968 · 19:00 heure locale · Historique des rencontres | Rapport (RBFA) Rapport |         |                              | Spectateurs : 10 578 Arbitrage : Anvar Zverev (hu) | Spectateurs : 10 578 Arbitrage : Anvar Zverev (hu) |

Note : Premier match de Raymond Goethals comme responsable unique (entraîneur et sélectionneur).
| Coupe du monde 1970 Éliminatoires - Groupe 6                    | Belgique                                                    | 6 - 1   | Finlande            | Stade Arc-en-ciel Waregem, Belgique                 |                                                     |
| 9 octobre 1968 · 20:00 heure locale · Historique des rencontres | Puis 18e (pen.) 77e · Polleunis 30e 39e 63e · Semmeling 49e | (3 – 0) | Lindholm 88e (pen.) | Spectateurs : 8 052 Arbitrage : János Bíróczky (hu) | Spectateurs : 8 052 Arbitrage : János Bíróczky (hu) |
| 9 octobre 1968 · 20:00 heure locale · Historique des rencontres | Rapport (RBFA) Rapport                                      |         |                     | Spectateurs : 8 052 Arbitrage : János Bíróczky (hu) | Spectateurs : 8 052 Arbitrage : János Bíróczky (hu) |

| Coupe du monde 1970 Éliminatoires - Groupe 6                     | Belgique                         | 3 - 0                  | Yougoslavie             | Stade Emile Versé Anderlecht, Belgique              |                                                     |
| 16 octobre 1968 · 19:30 heure locale · Historique des rencontres | Devrindt 35e 73e · Polleunis 84e | (1 – 0)                |                         | Spectateurs : 20 233 Arbitrage : Jozef Krňávek (hu) | Spectateurs : 20 233 Arbitrage : Jozef Krňávek (hu) |
| 16 octobre 1968 · 19:30 heure locale · Historique des rencontres | Heylens 32e                      | Rapport (RBFA) Rapport | Trivić 32e · Džajić 42e | Spectateurs : 20 233 Arbitrage : Jozef Krňávek (hu) | Spectateurs : 20 233 Arbitrage : Jozef Krňávek (hu) |

| Coupe du monde 1970 Éliminatoires - Groupe 6                      | Espagne    | 1 - 1                  | Belgique    | Stade Santiago-Bernabéu Madrid, Espagne                |                                                        |
| 11 décembre 1968 · 21:00 heure locale · Historique des rencontres | Gárate 75e | (0 – 1)                | Devrindt 3e | Spectateurs : 11 906 Arbitrage : Heliodoro Garcia (hu) | Spectateurs : 11 906 Arbitrage : Heliodoro Garcia (hu) |
| 11 décembre 1968 · 21:00 heure locale · Historique des rencontres |            | Rapport (RBFA) Rapport | Hanon 75e   | Spectateurs : 11 906 Arbitrage : Heliodoro Garcia (hu) | Spectateurs : 11 906 Arbitrage : Heliodoro Garcia (hu) |

## Les joueurs
| Joueurs                | Joueurs                   | Amical | Amical | Amical | Amical | QCM 1970 | QCM 1970 | QCM 1970 | QCM 1970 |
| ---------------------- | ------------------------- | ------ | ------ | ------ | ------ | -------- | -------- | -------- | -------- |
| Gardiens de but        |                           |        |        |        |        |          |          |          |          |
| Fernand Boone          | RFC Brugeois              | 90     | 90     | 90     | 90     | r        | 90       | r        | r        |
| Léon Bosmans           | K Saint-Trond VV          | r      | r      | r      | r      |          |          |          |          |
| Jean-Marie Trappeniers | RSC Anderlechtois         |        |        |        |        | 90       | r        | 90       | 90       |
| Défenseurs             |                           |        |        |        |        |          |          |          |          |
| Georges Heylens        | RSC Anderlechtois         | 90     | 90     | 90     | 90     | 90       | 90       | 32e      |          |
| Jean Plaskie           | RSC Anderlechtois         | 90     | 90     | 90     | 90     | 90       | r        | r        |          |
| Alfons Peeters         | Olympic Club de Charleroi | 90     |        |        |        | r        | 90       | 90       |          |
| Jean Thissen           | Standard de Liège         | 90     |        | 90     | 90     | 90       | 90       | 90       | 90       |
| Nico Dewalque          | Standard de Liège         | 90     | 90     | 90     |        | 90       | 80e      | 90       | 90       |
| Jean Cornelis          | RSC Anderlechtois         | r      | 90     | r      |        |          |          |          | r        |
| Pierre Hanon           | RSC Anderlechtois         | r      | 46e    | r      | r      |          |          |          | 75e      |
| André Stassart         | R Racing White            |        | 46e    |        |        |          |          |          |          |
| Jacques Beurlet        | Standard de Liège         |        | r      |        | 90     | 90       |          |          |          |
| Léon Jeck              | Standard de Liège         |        |        | 90     |        |          | r        | r        | 90       |
| Roland Coclet          | Daring Club de Bruxelles  |        |        |        | r      |          |          |          |          |
| Gilbert Marmenout      | RFC Brugeois              |        |        |        |        |          |          |          | r        |
| Milieux                |                           |        |        |        |        |          |          |          |          |
| Wilfried Van Moer      | Royal Antwerp FC          | 90     | 90     |        | 90     | r        | 90       | 90       | 90       |
| Johny Thio             | RFC Brugeois              | 90     | 90     |        |        |          |          |          | r        |
| Alfons Haagdoren       | R Racing White            | r      |        |        | r      |          |          |          |          |
| Odilon Polleunis       | K Saint-Trond VV          |        | r      | 90 ,   | 90     | 90       | 90       | 90       | 90       |
| Jean Dockx             | R Racing White            |        |        | 90     | 90     | 90       | 80e      | r        | 90       |
| Jan Verheyen           | K Beerschot VAV           |        |        |        | 90     | r        | r        | r        | 90       |
| Léon Semmeling         | Standard de Liège         |        |        |        |        | 63e      | 90       | 90       | 90       |
| Prudent Bettens        | KSV Waregem               |        |        |        |        |          | 90       | r        |          |
| Henri Depireux         | Standard de Liège         |        |        |        |        |          | r        | r        |          |
| Attaquants             |                           |        |        |        |        |          |          |          |          |
| Roger Claessen         | Standard de Liège         | 90     |        | 90     | 90     |          |          |          |          |
| Johan Devrindt         | RSC Anderlechtois         | 90     | 90     | 90     | 90     | 90       | r        | 90       | 90       |
| Wilfried Puis          | RSC Anderlechtois         | 90     | 90     |        |        |          | 90       | 90       |          |
| Paul Van Himst         | RSC Anderlechtois         |        | 90     | 90     |        | 90       | 90       | 90       |          |
| Raoul Lambert          | RFC Brugeois              |        |        | r      |        |          |          |          |          |
| Léon Ritzen            | K Beerschot VAV           |        |        |        |        | 63e      |          |          |          |

Un « r » indique un joueur qui était parmi les remplaçants mais qui n'est pas monté au jeu.
1. 1 2 3 4 5 6  Dernière sélection officielle pour le joueur.
2. 1 2 3 4  Première sélection officielle pour le joueur.
3. ↑  Premier but officiel pour le joueur.

## Aspects socio-économiques

### Couverture médiatique
| Jour de diffusion | Match                                                             | Compétition    | Diffuseur francophone | Diffuseur néerlandophone |
| ----------------- | ----------------------------------------------------------------- | -------------- | --------------------- | ------------------------ |
| 10 janvier 1968   | Israël - Belgique                                                 | Amical         | non diffusé           | non diffusé              |
| 6 mars 1968       | Belgique - Allemagne de l'Ouest                                   | Amical         | non diffusé           | non diffusé              |
| 7 avril 1968      | Pays-Bas - Belgique                                               | Amical         | non diffusé           | non diffusé              |
| 24 avril 1968     | Union soviétique - Belgique                                       | Amical         | non diffusé           | non diffusé              |
| 19 juin 1968      | Finlande - Belgique                                               | Coupe du monde | RTB                   | BRT                      |
| 9 octobre 1968    | Belgique - Finlande (2e mi-temps uniquement, diffusée en différé) | Coupe du monde | non diffusé           | BRT                      |
| 16 octobre 1968   | Belgique - Yougoslavie                                            | Coupe du monde | non diffusé           | non diffusé              |
| 11 décembre 1968  | Espagne - Belgique                                                | Coupe du monde | RTB                   | BRT                      |

Source : Programme TV dans Gazet van Antwerpen.

## Sources

### Archives
1. ↑  (nl) « Concentra online archief », sur krantenarchief.concentra.be, Mediahuis.